# Cane che corre
Cane che corre (Running Dog) è un romanzo pubblicato nel 1978 dallo scrittore Don DeLillo.
Il libro è stato tradotto in ebraico, polacco, francese, tedesco, turco, spagnolo; in italiano è stato pubblicato sia come Cane che corre, sia come Running Dog.

## Trama
Al centro della vicenda narrata in Running dog, ambientato a New York, vi è un misterioso filmato riguardante un'orgia tenutasi nel bunker di Hitler poco prima della caduta del Terzo Reich.
Il romanzo si apre con l'omicidio di un travestito, Christoph Ludecke, che era entrato rocambolescamente in possesso della pellicola, e si allarga via via, a spirali concentriche, fino a investire un'organizzazione governativa, la Radial Matrix, che agisce con metodi criminali fomentando azioni terroristiche in varie parti del mondo. A mettere in giro la notizia sull'esistenza del filmato è Lightborne, sessantaseienne direttore di Erotica Cosmica, galleria di SoHo specializzata in oggettistica erotica. Lightborne riceve un giorno la visita di Glen Selvy, intermediario che agisce per conto di un collezionista interessato al filmato che vuole però rimanere nell'ombra: il potente senatore Lloyd Percival. In lizza si mette anche il pittoresco Richie Armbrister, ventiduenne "re del porno" che sullo sfruttamento del sesso in tutte le sue forme ha edificato una fortuna planetaria.
Ad occuparsi del caso è Moll Robbins, testarda reporter di "Running Dog" (che parafrasa la rivista Rolling Stone), una rivista d'informazione alternativa specializzata nel disvelare complotti politici, diretto con piglio ferreo da Grace Delaney. Fra Moll e l'algido, enigmatico Selvy, agente temprato a sopportare qualsiasi asprezza della vita, nasce una storia di sesso incandescente, che si snoda lungo una detection condotta parallelamente dai due, contrappuntata dall'improvviso deflagrare della violenza: agguati, inseguimenti, attentati, omicidi, in una trama che utilizza gli stilemi di genere (spy-story, crime, noir) per sviluppare un discorso sul potere e la violenza. A muovere le fila della vicenda è Earl Mudger, ex agente della CIA, operativo durante la guerra del Vietnam e ora impegnato in operazioni segrete di vario genere.
Nell'epilogo si scoprirà che il filmato non contiene scene pornografiche di orge ma la semplice documentazione della vita quotidiana della famiglia di Goebbels nel bunker, prima che i genitori avvelenassero i propri figlioletti. Glen Selvy sarà ucciso e decapitato da Van, agente vietnamita al soldo di Earl Mudger. Levi Blackwater, il miglior amico di Glen, si preoccuperà di dargli una sepoltura aerea, secondo la cerimonia "lama", in modo che la sua anima possa separarsi dal corpo secondo gli insegnamenti dei maestri tibetani delle "montagne innevate".

## Edizioni in italiano
- Cane che corre, trad. Livia Fascia, Napoli: Tullio Pironti, 1999 ISBN 88-7937-034-0
- Running Dog, trad. Silvia Pareschi, Einaudi, collana Supercoralli, 2005 ISBN 9788806161613